# Winning Back His Love
Winning Back His Love er en amerikansk stumfilm fra 1910 af D. W. Griffith.

## Medvirkende
- Wilfred Lucas som Frederick Wallace
- Stephanie Longfellow som Mrs. Frederick Wallace
- Vivian Prescott som Vera Blair
- Edwin August
- Alfred Paget